# Ludwig Halberstädter
Ludwig Halberstädter (ur. 9 grudnia 1876 w Bytomiu, zm. 20 sierpnia 1949 w Nowym Jorku) – niemiecko-izraelski lekarz dermatolog i radiolog.
Ukończył studia medyczne z tytułem doktora medycyny w 1901 roku na Uniwersytecie we Wrocławiu. Od 1901 do 1907 pracował w klinice w Królewcu u Carla Garré, a następnie u Alberta Neissera we Wrocławiu. W 1907 roku wspólnie z Prowazekiem brał udział w wyprawie na Jawę.
W 1922 habilitował się w Berlinie w dermatologii i radioterapii i został Privatdozentem. Od 1926 roku był profesorem nadzwyczajnym. W 1930 został dyrektorem oddział radioterapii w Instytucie Badań Raka szpitala Charité w Berlinie.
W 1933 z powodu żydowskiego pochodzenia stracił posadę, wspólnie z Arno Braschem emigrował do Palestyny, gdzie objął kierownictwo oddziału radioterapii szpitala Hadassa w Jerozolimie. Zmarł nagle podczas wizyty w Stanach Zjednoczonych.

## Wybrane prace
- Die Folgen der Unterbindung der Vena femoralis unterhalb des Ligamentum Poupartii. Laupp, 1903
- Zur Kenntnis der Sensibilisierung (1904)
- Mitteilungen über Lichtbehandlung nach Dreyer: Zur Theorie der Sensibilisierung und Prüfung einiger Sensibilisatoren (1904)
- Über die Wirkung der Röntgenstrahlen auf die Sekretion und die sekretbildenden Zellen der Bürzeldrüse der Ente (1907)
- Ueber Komplementbindung bei Syphilis hereditaria, Scharlach und anderen Infektionskrankheiten. 1908
- Die Behandlung der Syphilis mit Salvarsan (1911)
- Versuche mit einem spontan arsenfesten Trypanosomenstamm (1912)
- Die Wassermann'sche Reaktion beim Kaninchen (1912)
- Radium-Therapie äusserer Erkrankungen (1914)
- Hautkrankheiten und Syphilis im Säuglings- und Kindesalter. Ein Atlas. Mit 123 Farbigen Abbildungen auf 56 Tafeln nach Moulagen von F.Kolbow, A. Tempelhoff und M. Landsberg. Heinrich Finkelstein, Eugen Emanuel Galewsky, L. Halberstädter (Hrsg.). Berlin, Verlag von Julius Springer, 1922
- Mikrobiologische Grundlagen der Strahlentherapie. W: Handbuch der gesamten Strahlenheilkunde. Vol I. Muenchen, 1928
- Allgemein biologische und schädigende wirkungen der Röntgenstrahlen. W: Handbuch der Hautkrankheiten. Vol. 5. Berlin, 1929
- Ludwig Halberstaedter, Albert Simons. Die Strahlenbehandlung der Hautkrebse. Berlin, 1931